# Щодрохово (Вонґровецький повіт)
Щодрохово (пол. Szczodrochowo, нім. Deutschfeld) — село в Польщі, у гміні Скоки Вонґровецького повіту Великопольського воєводства.
Населення — 185 осіб (2011).
У 1975-1998 роках село належало до Познанського воєводства.

## Демографія
Демографічна структура станом на 31 березня 2011 року:
|          | Загалом | Допрацездатний вік | Працездатний вік | Постпрацездатний вік |
| -------- | ------- | ------------------ | ---------------- | -------------------- |
| Чоловіки | 93      | 21                 | 68               | 4                    |
| Жінки    | 92      | 21                 | 57               | 14                   |
| Разом    | 185     | 42                 | 125              | 18                   |